# على خطى الحبيب
على خطى الحبيب برنامج تلفزيوني قام بتقديمه عمرو خالد في رمضان عام 2005، سرد فيه السيرة النبوية للنبي محمد بن عبد الله صلى الله عليه وسلم، وتم تصويره في استديو يطل على المسجد النبوي وركز على الصعوبات التي واجهته في بداية الدعوة وكيف يستفاد منها في الواقع الآن. وتوصف السيرة النبوية كرحلة إيمانية وأخلاقية وسلوكية في حياة النبي محمد صلى الله عليه وسلم، يصحبنا فيها المقدم عمرو خالد، ويتوقف في محطات ومواقف روحانية في سرد قصصي متميز. وقد قامت بعرض البرنامج قناة اقرأ الفضائية وقد حقق نجاحًا كبيرًا ويعتبر من أهم العوامل التي ساعدت في شهرة الداعية عمرو خالد.

## الحلقات
1. مولد النبي صلى الله عليه وسلم
2. العالم حين مولد النبي صلى الله عليه وسلم
3. طفولة النبي صلى الله عليه وسلم
4. شباب وزواج النبي صلى الله عليه وسلم
5. غار حراء
6. أول أسبوع من البعثة
7. أول 3 سنوات بعد البعثة
8. ثاني 3 سنوات بعد البعثة
9. مفاوضات قريش
10. شدة ايذاء المسلمين
11. حصار شعب بني طالب
12. عام الحزن
13. رحلة الإسراء والمعراج
14. بيعة العقبة
15. التخطيط للهجره
16. هجرة النبي صلى الله عليه وسلم
17. وصول النبي صلى الله عليه وسلم للمدينة
18. غزوة بدر
19. غزوة أحد
20. الوضع بعد أحد
21. غزوة الخندق
22. الإصلاح الاجتماعي في المدينة
23. صلح الحديبية
24. غزوة مؤته
25. غزوة خيبر
26. فتح مكة
27. غزوة حنين
28. وفاة النبي صلي الله عليه وسلم
29. ملخص سيره النبي صلي الله عليه وسلم ج1
30. ملخص سيرة النبي صلي الله عليه وسلم ج2[3]